# Harald Lechner

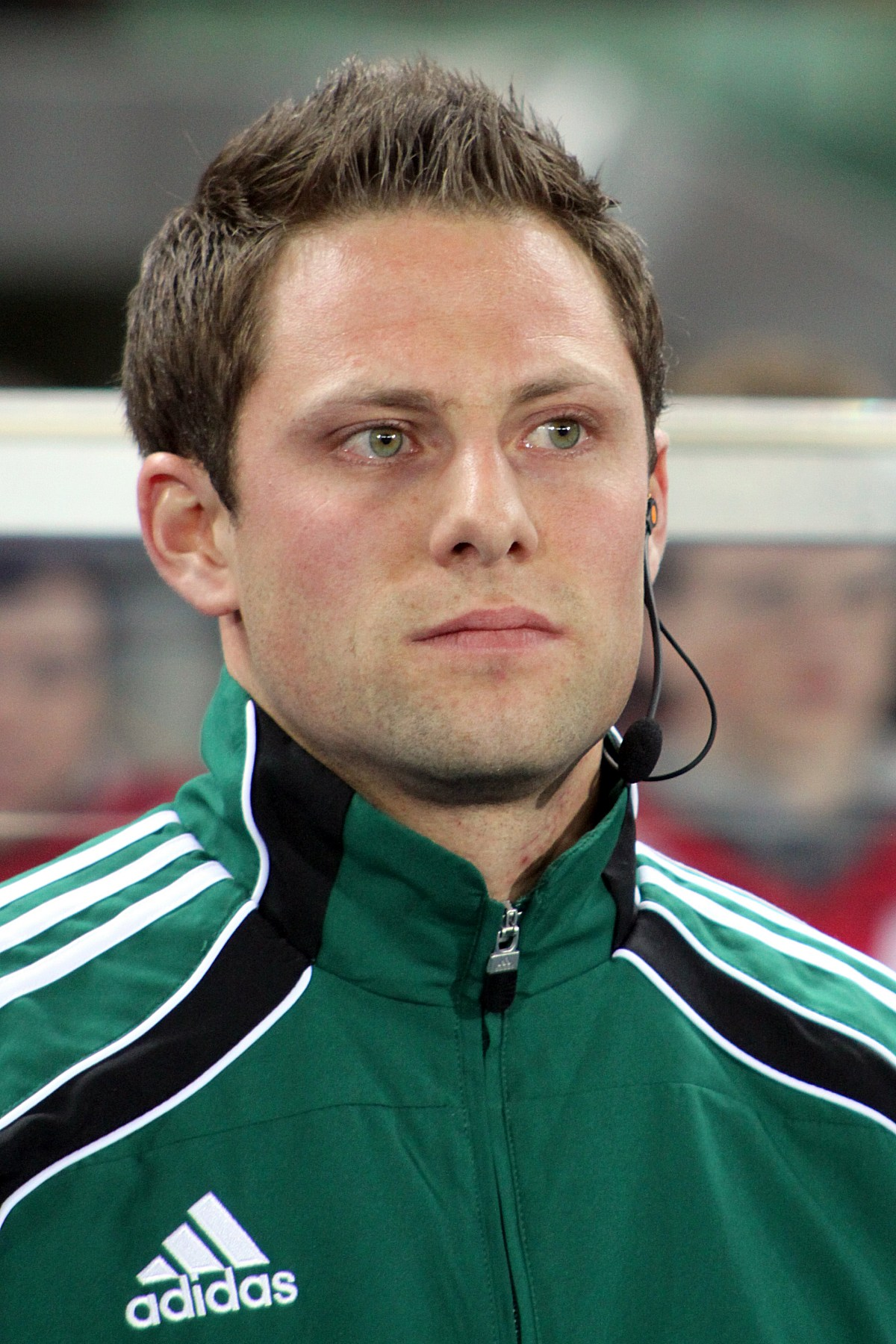
Harald Lechner

Harald Lechner (30 juli 1982) is een voetbalscheidsrechter uit Oostenrijk. Hij maakte zijn debuut in de Oostenrijkse Bundesliga op 1 maart 2008 in de competitiewedstrijd SV Ried – SCR Altach (3-1). Hij kreeg zijn FIFA-badge in 2010. Lechner was actief bij het EK voetbal U17 2012 in Slovenië. In het seizoen 2016/17 leidde de Oostenrijker ook één wedstrijd in de hoogste afdeling van het Zwitserse voetbal, de Raiffeisen Super League, net als zijn collega's Markus Hameter, Dominik Ouschan en Robert Schörgenhofer.

## Interlands
| Datum            | Wedstrijd                   | Uitslag | Competitie                  | Kreeg geel | Kreeg voor de tweede keer geel en dus rood | Weggestuurd |
| ---------------- | --------------------------- | ------- | --------------------------- | ---------- | ------------------------------------------ | ----------- |
| 29 mei 2010      | Slowakije – Kameroen        | 1 – 1   | Vriendschappelijk           | 2          | 0                                          | 0           |
| 2 juni 2010      | Roemenië – Macedonië        | 0 – 0   | Vriendschappelijk           | 0          | 0                                          | 0           |
| 6 september 2011 | Spanje – Liechtenstein      | 6 – 0   | EK-kwalificatie             | 2          | 0                                          | 0           |
| 22 mei 2012      | Letland – Polen             | 0 – 1   | Vriendschappelijk           | 3          | 0                                          | 0           |
| 28 mei 2012      | Estland – Oekraïne          | 0 – 4   | Vriendschappelijk           | 0          | 0                                          | 0           |
| 16 oktober 2012  | Israël – Luxemburg          | 3 – 0   | WK-kwalificatie             | 4          | 0                                          | 0           |
| 14 november 2012 | Tsjechië – Slowakije        | 3 – 0   | Vriendschappelijk           | 1          | 0                                          | 0           |
| 15 oktober 2013  | San Marino – Oekraïne       | 0 – 8   | WK-kwalificatie             | 5          | 1                                          | 1           |
| 23 mei 2014      | Canada – Bulgarije          | 1 – 1   | Vriendschappelijk           | 4          | 0                                          | 0           |
| 6 juni 2014      | Duitsland – Armenië         | 6 – 1   | Vriendschappelijk           | 1          | 0                                          | 0           |
| 7 september 2014 | Paraguay – V.A.E.           | 0 – 0   | Vriendschappelijk           | 1          | 0                                          | 0           |
| 14 oktober 2014  | Gibraltar – Georgië         | 0 – 3   | EK-kwalificatie             | 5          | 0                                          | 0           |
| 31 maart 2015    | Oekraïne – Letland          | 1 – 1   | Vriendschappelijk           | 2          | 0                                          | 0           |
| 7 juni 2015      | Servië – Azerbeidzjan       | 4 – 1   | Vriendschappelijk           | 0          | 0                                          | 0           |
| 6 september 2015 | Malta – Azerbeidzjan        | 2 – 2   | EK-kwalificatie             | 1          | 0                                          | 0           |
| 25 maart 2016    | Slowakije – Letland         | 0 – 0   | Vriendschappelijk           | 1          | 0                                          | 0           |
| 26 mei 2016      | Azerbeidzjan – Andorra      | 0 – 0   | Vriendschappelijk           | 6          | 0                                          | 0           |
| 1 juni 2016      | Spanje – Zuid-Korea         | 6 – 1   | Vriendschappelijk           | 0          | 0                                          | 0           |
| 4 september 2016 | Denemarken – Armenië        | 1 – 0   | Kwalificatie WK 2018        | 2          | 0                                          | 0           |
| 25 maart 2017    | Zweden – Wit-Rusland        | 4 – 0   | Kwalificatie WK 2018        | 1          | 0                                          | 0           |
| 4 juni 2017      | Nederland – Ivoorkust       | 5 – 0   | Vriendschappelijk           | 3          | 0                                          | 0           |
| 9 oktober 2017   | IJsland – Kosovo            | 2 – 0   | Kwalificatie WK 2018        | 3          | 0                                          | 0           |
| 27 maart 2018    | Hongarije – Schotland       | 0 – 1   | Vriendschappelijk           | 5          | 0                                          | 0           |
| 11 juni 2018     | Senegal – Zuid-Korea        | 2 – 0   | Vriendschappelijk           | 0          | 0                                          | 0           |
| 13 oktober 2018  | Letland – Kazachstan        | 1 – 1   | UEFA Nations League 2018/19 | 4          | 0                                          | 0           |
| 11 juni 2019     | Wit-Rusland – Noord-Ierland | 0 – 1   | Kwalificatie EK 2020        | 5          | 0                                          | 0           |
| 11 oktober 2019  | Oekraïne – Litouwen         | 2 – 0   | Kwalificatie EK 2020        | 3          | 0                                          | 0           |
| 16 november 2019 | Cyprus – Schotland          | 1 – 2   | Kwalificatie EK 2020        | 6          | 0                                          | 0           |
| 6 september 2020 | Andorra – Faeröer           | 0 – 1   | Kwalificatie EK 2020        | 5          | 0                                          | 0           |

Laatste aanpassing op 6 september 2020